# 土屋トカチ
土屋 トカチ（つちや トカチ、1971年 - ）は、日本の映画監督。映像グループ「ローポジション」所属。

## 来歴・人物
京都府舞鶴市出身。1995年3月に上京。1997年にビデオ制作に興味を持ち、映像の勉強を始める。2000年にストリーミング動画配信会社に就職し、番組ディレクター等を担当。2002年に退社後、フリーランスで映像ディレクターを務める。2006年より、映像グループ ローポジション所属。

## 監督作品
- ネオンホール／マーガレットズロース
- たのしき われらが楽生院
- ぼーっとして夕暮れ／マーガレットズロース
- フツーの仕事がしたい
- 「静かな生活を」～沖縄・嘉手納基地周辺の爆音被害～
- 「原発」都民投票　これまでとこれから
- 経年劣化　３分間ビデオ集2002～2012
- ブラック企業にご用心！－就活・転職の落とし穴－
- 記憶のバトン　～2013年　映画「爆心　長崎の空」から～(TV番組)
- 誰のためのＴＰＰ？ -自由貿易のワナ-
- ブラックバイトに負けない！-クイズで学ぶしごとのルール
- メイキング・オブ・0.5ミリ（安藤桃子監督「0.5ミリ」ＤＶＤ特別限定版収録）
- メイキング・オブ・ゼウスの法廷（高橋玄監督「ゼウスの法廷」ＤＶＤ＆ブルーレイ収録）
- メイキング・オブ・陽光桜（高橋玄監督「陽光桜」ＤＶＤ＆ブルーレイ収録）
- コンビニの秘密 ～便利で快適な暮らしの裏で
- 少年／平井正也BAND
- アリ地獄天国
- どうする？日本の水道　～自治・人権・公共財としての水を～
- コントローラー／マーガレットズロース - YouTube
- プラットフォームビジネス～「自由な働き方」の罠～
- 東大生のためのワークルール入門：働くことの意味、責任、権利について考える
- ここから「関西生コン事件」と私たち
- Amazon配達員　送料無料の裏で